# Église Sainte-Marie de Fontpédrouse
Pour les articles homonymes, voir église Sainte-Marie.
Ne pas confondre avec l'église Sainte-Marie de Prats-Balaguer, dans la même commune.
L'église Sainte-Marie de Fontpédrouse est une église située à Fontpédrouse, dans le département français des Pyrénées-Orientales.